# Бібіяна – Дхануа
Бібіяна — Дхануа — трубопровід, призначений для видачі продукції родовища Бібіяна.
У другій половині 2000-х років на північному сході Бангладеш ввели в розробку велике газоконденсатне родовище Бібіяна (станом на 2019-й забезпечило 50% видобутку блакитного палива в країні). Первісно його продукція постачалась лише до газотранспортного коридору Кайлаштіла – Ашугандж через завершену в 2010-му перемичку діаметром 750 мм. 
Втім, за кілька років в межах програми нарощування видобутку на Бібіяні узялись за спорудження трубопроводу довжиною 137 км та діаметром труб 900 мм (на той момент найбільший діаметр у газотранспортній системі Бангладеш), траса якого обходила газовий хаб Ашугандж та в районі Дхануа приєднувалась до газотранспортного коридору Ашугандж – Бхерамара. 
Газопровід ввели в дію у 2015 році. Його пропускна здатність становить до 6,6 млрд.м3 на рік.